# 小行星4734
小行星4734（英語：4734 Rameau）是一颗围绕太阳公转的小行星。1982年10月19日，佛蒙特·伯根在陶腾堡发现了此天体。
这颗小行星的绝对星等为24.27806等。